# Antigonia malayana
Antigonia malayana är en fiskart som beskrevs av Weber, 1913. Antigonia malayana ingår i släktet Antigonia och familjen trynfiskar. Inga underarter finns listade i Catalogue of Life.